# Jim Master
James Master, detto Jim (Fort Wayne, 16 marzo 1962), è un ex cestista statunitense.

## Carriera
È stato selezionato dagli Atlanta Hawks al sesto giro del Draft NBA 1984 (127ª scelta assoluta), ma non ha mai giocato nella NBA.
Con gli Stati Uniti ha disputato i Giochi panamericani del 1983, vincendo la medaglia d'oro.